# Landesgericht St. Pölten

Landesgericht St. Pölten

Das Landesgericht St. Pölten (kurz: LG St. Pölten) ist eines von 20 Landesgerichten in Österreich.

## Geschichte
Das Landesgericht St. Pölten wurde 1850 als Niederösterreichisches K. u. K. Kreisgericht für den Kreis St. Pölten errichtet.
Während des Österreichischen Bürgerkriegs 1934 wurden in Rohrbach an der Gölsen zwei Mitglieder des Republikanischen Schutzbundes festgenommen, nachdem der Heimwehr-Bataillonskommandant Hans Lintner in der Ortschaft Ob der Kirche (Stadt Hainfeld) erschossen worden war. Bei den Festgenommenen handelte es sich um Johann Hois (geb. 23. Juli 1891, Fabriksarbeiter aus Rohrbach, Kommandant des örtlichen Republikanischen Schutzbundes), und Viktor Rauchenberger (geb. 20. Juli 1908, Maurer aus Rohrbach, Mitglied des Republikanischen Schutzbundes). Das Standgericht in St. Pölten verurteilte Hois und Rauchenberger zum Tode durch den Strang, die Hinrichtung durch Scharfrichter Johann Lang erfolgte am 16. Februar 1934 im Kreisgericht St. Pölten. Ein Grabstein für beide wurde am 29. März 1974 am Hauptfriedhof St. Pölten enthüllt.
Zur Landeshauptstadt von Niederösterreich wurde St. Pölten mit Landtagsbeschluss vom 10. Juli 1986. St. Pölten hatte sich zuvor bei einer Volksbefragung am 1. und 2. März 1986 mit 45 % gegen Krems (29 %), Baden (8 %), Tulln (5 %) und Wiener Neustadt (4 %) durchgesetzt.  1986 erfolgte die Umbenennung des Kreisgerichts in Landesgericht St. Pölten.

## Aufgaben
Als Landesgericht obliegt ihm in zweiter Instanz die Behandlung der Rechtsmittel gegen Entscheidungen der Bezirksgerichte. Grundsätzlich ist es für Zivilsachen bei einem 15.000 € übersteigenden Streitwert in erster Instanz zuständig. Bestimmte Rechtssachen fallen jedoch unabhängig vom Streitwert in die Zuständigkeit der Bezirksgerichte. Für Strafsachen ist es in erster Instanz zuständig, wenn die Strafandrohung über einem Jahr liegt. Bestimmte Strafsachen fallen auch bei geringerer Strafdrohung in seine Zuständigkeit.
Rechtsmittelinstanz für Entscheidungen des Landesgerichtes St. Pölten ist das Oberlandesgericht Wien.

## Standort
Das Landesgericht St. Pölten befindet sich im Gebäude Schießstattring 6, in dem auch das Bezirksgericht St. Pölten sowie Staatsanwaltschaft St. Pölten untergebracht sind.

## Richter
- Johann Ranzoni (1799–1869), Landgerichtspräsident 1849 bis 1854
- Kurt Leitzenberger (* 1947), Landgerichtspräsident 2000 bis 2010